# Hokej na travi na OI 1960.
Olimpijske igre 1960. su se održale u Italiji, u Rimu.

## Momčadi sudionice
Sudjelovalo je šesnaest predstavništava: jedinstvena momčad Njemačke, Pakistan, Indija, Danska, Švicarska, Španjolska, Japan, Poljska, Belgija, Novi Zeland, Australija, Kenija, Francuska, Nizozemska, Uj. Kraljevstvo i domaćin Italija.

## Natjecateljski sustav
Momčadi su igrale u četirima skupinama po jednostrukom ligaškom sustavu. Za pobjedu se dobivalo 2 boda, za neriješeno bod, a za poraz ništa. 
U slučaju da su momčadi imale isti broj bodova, doigravale su u dodatnom susretu. Pobjednik je išao dalje.
3. momčadi iz skupina su odlazile u razigravanje za poredak od 9. do 12. mjesta, a 4. momčadi iz skupina su razigravale za poredak od 13. do 16. mjesta.
Prve dvije momčadi iz skupina su išle u četvrtzavršnicu. Pobjednici su išli u poluzavršnicu,l a poraženi su igrali za poredak od 5. do 8. mjesta. 

Pobjednici u poluzavršnici su igrali završnicu, a poraženi za brončano odličje.

## Mjesta i vrijeme odigravanja susreta
Turnir se odigrao od 26. kolovoza do 9. rujna 1960.
Prvi krug se igrao na Mramornom stadionu, prilagođenom za ove OI te na Olimpijskom velodromu.

### Skupine
Šesnaest momčadi je bilo raspoređeno u četiri skupine s 4 momčadi. 
| Skupina "A" - Danska - Indija - Nizozemska - Novi Zeland | Skupina "B" - Australija - Japan - Pakistan - Poljska | Skupina "C" - Francuska - Njemačka - Italija - Kenija | Skupina "D" - Belgija - Uj. Kraljevstvo - Španjolska - Švicarska |

## Momčadi sudionice

### Australija
Errol Bill, Kevin Meredith Carton, Michael Craig, Mervyn Crossman, Donald Currie, Raymond Evans, Louis Henry Hailey, John McBryde, Eric Robert Pearce, Gordon Charles Pearce, Julian Pearce, Phillip Pritchard, William Spackman, Barry Malcolm, Graham Wood

### Belgija
Yves Bernaert, André Carbonnelle, Eddy Carbonnelle, Guy Debbaudt, Pierre Delbecque, Jean-Marie Dubois, Roger Goossens, Guy Huyghens, Frans Lorette, Robert Lycke, André Muschs, Michel Muschs, Jacques Remy, Freddy Rens, Jean Roersch, Jacques Vanderstappen, Jean-P. Marionex

### Danska
Carsten Bruun, Erik Frandsen, Hans Glendrup, Jesper Guldbrandsen, Torben Jensen, Bent Kilde, Willy Kristoffersen, Erling Nielsen, Poul Moll Nielsen, Villy Moll Nielsen, Vagn Peitersen, Flemming Christiansen, Ulrik Nielsen

### Francuska
Yvan Bia, Roger Bignon, Jacques Bonnet, Pierre Court, Jean Desmasures, Maurice Dobigny, Claude Dugardin, Claude Leroy, Diran Manoukian, Henri Marang, Jacques Mauchien, Gerard Poulain, Philippe Reynaud, Albert Vanpoulle, Claude Windal, Jean-Pierre Windal

### Indija
Shankar Laxman, Prithipal Singh, Sharma Jaman Lal, Udham Singh Kullar, Leslie Walter Claudius, Joseph Antic, Mohinder Lal, Joginder Singh, John V. Peter, Jaswant Singh, Charanjit Singh, Raghbir Singh Bhola, Govind Savant

### Italija
Giovanni Anni, Sergio Ballesio, Enrico Bisio, Claudio Candotti, Giampaolo Farci, Luigi Farci, Bruno Figliola, Antonio Lenza, Claudio Libotte, Tullio Marchiori, Giovanni Mazzalupi, Giampaolo Medda, Quarto Pianesi, Felice Salis, Luciano Soli, Alessandro Vannini, Antonio Vargiu, Ugo Zorco

### Japan
Tadatoši Abe, Hirojuki Fuđivara, Ken Iiđima, Kunio Ivahaši, Masaru Kanbe, Seiđi Kihara, Hiroši Kođima, Jošio Kođima, Tošiharu Nakamura, Ićiro Sado, Mićinori Vatada, Teruo Jagući, Hisatoši Jamazaki, Cuneja Juzaki

### Kenija
Krishan Aggarwal, Surjeet Singh Deol, Edgar Fernandes, Egbert Fernandes, Hilary Fernandes, Silvester Fernandes, George Saudi, Jagnandan Singh Nil, Kirpal Singh Nil, Aloysius Edward Mendonca, Surjeet Singh Panaser, Pritam Singh Sandhu, Cursarah Singh Sehmi, John Simonian, Avtar Singh Sohal, Anthony Vaz, Hardev Singh Kular

### Nizozemska
Wim de Beer, Patrick Buteux van der Kamp, Carel Dekker, Thom van Dijck, Jan Willem van Erven Dorens, Frans Fiolet, Jan van Gooswilligen, Egbert de Graeff, Freddie Hooghiemstra, Jaap Leemhuis, Gerard Overdijkink, Gerrit de Ruiter, Theo Terlingen, Theo van Vroonhoven, Hans Wagener, Eddie Zwier

### Novi Zeland
John Charles Abrams, James Barclay, Phillip George Bygrave, John Cullen, John Ross Gillespie, Tony Hayde, Noel Helmore Hobson, Ian Kerr, Murray Mathieson, Guy Dalrymple McGregor, Mervyn McKinnon, Kelvin Percy, William Paul Schaefer, Bruce Alexander Turner

### Njemačka
Willi Brendel, Hugo Budinger, Christian Büchting, Werner Delmes, Wolfgang End, Eberhard Ferstl, Klaus Greinert, Carsten Keller, Dieter Krause, Helmuth Nonn, Norbert Schuler, Günther Ullerich, Herbert Winters, Klaus Wöller

### Pakistan
Abdul Rashid, Bashir Ahmad, Mansoor Hussain Atif, Ghulam Rasul, Anwar Ahmad Khan, Habib Ali Kiddi, Abdul Waheed, Nasir Ahmad, Noor Alam, Abdul Hamid, Mutih Ullah, Mustaq Ahmad, Munir Ahmad Dar, Khurshid Aslam

### Poljska
Zdzisław Wojdylak, Jan Górny, Kazimierz Dąbrowski, Czesław Kubiak, Jerzy Siankiewicz, Władysław Śmigielski, Ryszard Marzec, Narcyz Maciaszczyk, Roman Micał, Witold Ziaja, Alfons Flinik, Henryk Flinik, Jan Flinik, Leon Wiśniewski, Andrzej Ptak, Włodzimierz Różański

### Španjolska
Pedro Amat Fontanals, Francisco Caballer Soteras, José Colomer Rivas, Juan Angel Cazado de Castro, Carlos Del Coso Iglesias, Eduardo Dualde Santos de Lamadrid, José Antonio Dinares Massagué, Joaquin Dualde Santos de Lamadrid, Rafael Egusquiza Basterra, Pedro Murúa Leguizamom, Ignacio Macaya Santos de Lamadrid, Luis Maria Usoz Quintana, Pedro Roig Junyent, Narciso Ventalló Surralles

### Švicarska
Walther Arber, Jean Giubbini, Jean Glarner, Werner Hausmann, Kurt Locher, Georges Mathys, Albert Piaget, Gilbert Recordon, Werner Schmid, Hans Straub, Kurt von Arx, René Widmer, Heinz Wirz,Walther Wirz, Roger Zanetti, Roland Zaninetti

### Uj. Kraljevstvo
Patrick Austen, John Bell, Harold Cahill, Denys John Carnill, Peter Croft, Colin Henry Dale, Francis Howard Davis, John Hindle, Charles Jones, Neil Livingstone, Stuart Mayes, Derek Miller, John Neill, Christopher Saunders-Griffiths, Frederick Hugh Scott, Ian Taylor

## Prvi krug - po skupinama

### Skupina "A"
| 27. kolovoza 15:00                                                  |            |        |                                            |
| Indija                                                              | 10:0 (5:0) | Danska | Stadio dei Marmi Suci: McIldowie, Whitelaw |
| P. Singh 1', 15', 16' Bhola 22', 31', 67' Peter 41' Ja. Singh 64' ? |            |        | Stadio dei Marmi Suci: McIldowie, Whitelaw |

| 27. kolovoza 16:30 |           |                      |                                        |
| Novi Zeland        | 1:1 (1:1) | Nizozemska           | Stadio dei Marmi Suci: Franck, Massart |
| Hobson 25'         |           | Van Erven Dorens 23' | Stadio dei Marmi Suci: Franck, Massart |

| 30. kolovoza 16:30                        |           |                   |                                                 |
| Indija                                    | 4:1 (1:1) | Nizozemska        | Stadio dei Marmi Suci: de Bourguignon, Asselman |
| Ja. Singh 26' Bhola 63' P. Singh 66', 69' |           | Van Vroonhoven 9' | Stadio dei Marmi Suci: de Bourguignon, Asselman |

| 31. kolovoza 16:30                    |           |                  |                                                   |
| Novi Zeland                           | 4:1 (3:1) | Danska           | Olympic Velodrome Suci: McDowell, Glichitch (FRA) |
| Hobson 4' Turner 24', 41' Bygrave 35' |           | Christiansen 16' | Olympic Velodrome Suci: McDowell, Glichitch (FRA) |

| 2. rujna 16:30                   |           |             |                                             |
| Indija                           | 3:0 (1:0) | Novi Zeland | Olympic Velodrome Suci: McIldowie, Whitelaw |
| Bhola 8' Peter 57' Ja. Singh 70' |           |             | Olympic Velodrome Suci: McIldowie, Whitelaw |

| 3. rujna 10:00                                     |           |                                    |                                         |
| Nizozemska                                         | 4:2 (0:1) | Danska                             | Olympic Velodrome Suci: Harasta, Bernet |
| Van Erven Dorens 37', 49', 64' P. Nielsen 70' (OG) |           | Guldbrandsen 30' Kristoffersen 68' | Olympic Velodrome Suci: Harasta, Bernet |

Konačna ljestvica
| sastav      | Ut | Pb | N | Pz | Pos | Pri | Bod |
| ----------- | -- | -- | - | -- | --- | --- | --- |
| Indija      | 3  | 3  | 0 | 0  | 17  | 1   | 6   |
| Novi Zeland | 3  | 1  | 1 | 1  | 5   | 5   | 3   |
| Nizozemska  | 3  | 1  | 1 | 1  | 6   | 7   | 3   |
| Danska      | 3  | 0  | 0 | 3  | 3   | 18  | 0   |

Indija je prošla u četvrtzavršnicu.  Novi Zeland i Nizozemska su igrale dodatni susret za odrediti drugoplasiranog u skupini. Danska je nastavila igrati za poredak od 13. do 16. mjesta.
| 4. rujna 15:30   |           |             |                                               |
| Novi Zeland      | 2:1 (1:1) | Nizozemska  | Campo Tre Fontane Suci: Schinner, Lichtenfeld |
| Bygrave 31', 58' |           | De Beer 14' | Campo Tre Fontane Suci: Schinner, Lichtenfeld |

Novi Zeland je prošao u četvrtzavršnicu.  Nizozemska je nastavila igrati za poredak od 9. do 12. mjesta.

### Skupina "B"
| 26. kolovoza 10:00                |           |            |                                                             |
| Pakistan                          | 3:0 (0:0) | Australija | Stadio dei Marmi Suci: Van Ballgoijen de Jong, Elgershuizen |
| H. Abdul 48' Noor 53' Mushtaq 56' |           |            | Stadio dei Marmi Suci: Van Ballgoijen de Jong, Elgershuizen |

| 26. kolovoza 15:00        |           |            |                                              |
| Poljska                   | 2:1 (1:0) | Japan      | Stadio dei Marmi Suci: Lichtenfeld, Schinner |
| Flinik 33' Wiśniewski 56' |           | Iijima 68' | Stadio dei Marmi Suci: Lichtenfeld, Schinner |

| 29. kolovoza 16:30                                                   |           |         |                                            |
| Pakistan                                                             | 8:0 (4:0) | Poljska | Stadio dei Marmi Suci: Whitelaw, McIldowie |
| H. Abdul 6', 24', 55' Noor 18' Mutti 22' W. Abdul 45', 69' Nasir 60' |           |         | Stadio dei Marmi Suci: Whitelaw, McIldowie |

| 30. kolovoza 10:00                                           |           |           |                                        |
| Australija                                                   | 8:1 (6:1) | Japan     | Stadio dei Marmi Suci: Massart, Franck |
| Crossman 1', 25' E. Pearce 13', 27', 31', 37', 65' Evans 33' |           | Kanbe 20' | Stadio dei Marmi Suci: Massart, Franck |

| 1. rujna 10:00                                                             |            |       |                                           |
| Pakistan                                                                   | 10:0 (4:0) | Japan | Olympic Velodrome Suci: H. Singh, Burgess |
| W. Abdul 21', 30' H. Abdul 24', 37', 50', 51' Nasir 33', 45', 60' Khan 59' |            |       | Olympic Velodrome Suci: H. Singh, Burgess |

| 1. rujna 16:30 |           |                   |                                                  |
| Australija     | 1:1 (0:0) | Poljska           | Olympic Velodrome Suci: Asselman, de Bourguignon |
| Crossman 62'   |           | Kubiak 48' (k.u.) | Olympic Velodrome Suci: Asselman, de Bourguignon |

Konačna ljestvica
| sastav     | Ut | Pb | N | Pz | Pos | Pri | Bod |
| ---------- | -- | -- | - | -- | --- | --- | --- |
| Pakistan   | 3  | 3  | 0 | 0  | 21  | 0   | 6   |
| Australija | 3  | 1  | 1 | 1  | 9   | 5   | 3   |
| Poljska    | 3  | 1  | 1 | 1  | 3   | 10  | 3   |
| Japan      | 3  | 0  | 0 | 3  | 2   | 20  | 0   |

Pakistan je prošao u četvrtzavršnicu. Australija i Poljska su igrale dodatni susret za odrediti drugoplasiranog u skupijnji. Japan je nastavio igrati za poredak od 13. do 16. mjesta.
| 3. rujna 08:30          |           |         |                                             |
| Australija              | 2:0 (0:0) | Poljska | Campo Tre Fontane Suci: McIldowie, Whitelaw |
| Crossman 55' Currie 66' |           |         | Campo Tre Fontane Suci: McIldowie, Whitelaw |

Australija je prošla u četvrtzavršnicu. Poljska je nastavila igrati za poredak od 9. do 12. mjesta.

### Skupina "C"
| 29. kolovoza 10:00 |           |          |                                          |
| Kenija             | 1:0 (0:0) | Njemačka | Stadio dei Marmi Suci: Burgess, H. Singh |
| H. Fernandes 45'   |           |          | Stadio dei Marmi Suci: Burgess, H. Singh |

| 29. kolovoza 15:00         |           |         |                                        |
| Francuska                  | 2:0 (1:0) | Italija | Stadio dei Marmi Suci: Bernet, Harasta |
| Reynaud 21' J-P Windal 54' |           |         | Stadio dei Marmi Suci: Bernet, Harasta |

| 31. kolovoza 10:00                    |           |           |                                          |
| Njemačka                              | 5:0 (2:0) | Francuska | Olympic Velodrome Suci: Ghosh , G. Singh |
| Keller 23', 52', 61', 66' Schuler 31' |           |           | Olympic Velodrome Suci: Ghosh , G. Singh |

| 1. rujna 15:00                                                              |           |         |                                         |
| Kenija                                                                      | 7:0 (3:0) | Italija | Olympic Velodrome Suci: Bernet, Harasta |
| E. Fernandes 14' H. Fernandes 17', 64', 65' Sohal 24', 48' Pianesi 42' (OG) |           |         | Olympic Velodrome Suci: Bernet, Harasta |

| 3. rujna 15:00                                |           |         |                                                  |
| Njemačka                                      | 5:0 (2:0) | Italija | Olympic Velodrome Suci: de Bourguignon, Asselman |
| Keller 24' (k.u.), 43', 45' Budinger 29', 41' |           |         | Olympic Velodrome Suci: de Bourguignon, Asselman |

| 3. rujna 16:30 |           |           |                                           |
| Kenija         | 0:0 (0:0) | Francuska | Olympic Velodrome Suci: H. Singh, Burgess |
|                |           |           | Olympic Velodrome Suci: H. Singh, Burgess |

Konačna ljestvica
| sastav    | Ut | Pb | N | Pz | Pos | Pri | Bod |
| --------- | -- | -- | - | -- | --- | --- | --- |
| Kenija    | 3  | 2  | 1 | 0  | 8   | 0   | 5   |
| Njemačka  | 3  | 2  | 0 | 1  | 10  | 1   | 4   |
| Francuska | 3  | 1  | 1 | 1  | 2   | 5   | 3   |
| Italija   | 3  | 0  | 0 | 3  | 0   | 14  | 0   |

Kenija i Njemačka su prošle u četvrtzavršnicu. Francuska je nastavila igrati za poredak od 9. do 12. mjesta. Italija je nastavila igrati za poredak od 13. do 16. mjesta.

### Skupina "D"
| 26. kolovoza 16:30 |           |                 |                                        |
| Španjolska         | 0:0 (0:0) | Uj. Kraljevstvo | Stadio dei Marmi Suci: G. Singh, Ghosh |
|                    |           |                 | Stadio dei Marmi Suci: G. Singh, Ghosh |

| 27. kolovoza 10:00                     |           |                         |                                                   |
| Belgija                                | 4:2 (1:1) | Švicarska               | Stadio dei Marmi Suci: MacDowell, Glichitch (FRA) |
| Remy 24' M. Muschs 45' Dubois 55', 65' |           | Von Arx 30' Zanetti 59' | Stadio dei Marmi Suci: MacDowell, Glichitch (FRA) |

| 30. kolovoza 15:00 |           |                 |                                                             |
| Belgija            | 1:1 (0:1) | Uj. Kraljevstvo | Stadio dei Marmi Suci: Elgershuizen, Van Ballgoijen de Jong |
| Debbaudt 69'       |           | Hindle 12'      | Stadio dei Marmi Suci: Elgershuizen, Van Ballgoijen de Jong |

| 31. kolovoza 15:00                              |           |             |                                               |
| Španjolska                                      | 5:1 (4:1) | Švicarska   | Olympic Velodrome Suci: Lichtenfeld, Schinner |
| Murua 5' Macaya 22' E. Dualde 25', 66' Usoz 31' |           | Zanetti 11' | Olympic Velodrome Suci: Lichtenfeld, Schinner |

| 2. rujna 10:00          |           |           |                                                    |
| Uj. Kraljevstvo         | 3:0 (1:0) | Švicarska | Olympic Velodrome Suci: Glichitch (FRA), MacDowell |
| Mayes 5', 63' Scott 68' |           |           | Olympic Velodrome Suci: Glichitch (FRA), MacDowell |

| 2. rujna 15:00                         |           |          |                                         |
| Španjolska                             | 3:1 (2:0) | Belgija  | Olympic Velodrome Suci: G. Singh, Ghosh |
| Macaya 23' E. Dualde 24' J. Dualde 61' |           | Remy 50' | Olympic Velodrome Suci: G. Singh, Ghosh |

Konačna ljestvica
| sastav          | Ut | Pb | N | Pz | Pos | Pri | Bod |
| --------------- | -- | -- | - | -- | --- | --- | --- |
| Španjolska      | 3  | 2  | 1 | 0  | 8   | 2   | 5   |
| Uj. Kraljevstvo | 3  | 1  | 2 | 0  | 4   | 1   | 4   |
| Belgija         | 3  | 1  | 1 | 1  | 6   | 6   | 3   |
| Švicarska       | 3  | 0  | 0 | 3  | 3   | 12  | 0   |

Španjolska i Uj. Kraljevstvo su prošle u četvrtzavršnicu. Belgija je nastavila igrati za poredak od 9. do 12. mjesta. Švicarska je nastavila igrati za poredak od 13. do 16. mjesta.

## Drugi krug - Doigravanje
|  | Četvrtfinale                        | Četvrtfinale                        |                                     |                 | Polufinale   | Polufinale   |  |  | Finale                              | Finale |
|  |                                     |                                     |                                     |                 |              |              |  |  |                                     |        |
|  | 5. rujna, 09:00 – Olympic Velodrome |                                     |                                     |                 |              |              |  |  |                                     |        |
|  |                                     |                                     |                                     |                 |              |              |  |  |                                     |        |
|  | Indija                              | 1                                   |                                     |                 |              |              |  |  |                                     |        |
|  | Indija                              | 1                                   | 7. rujna, 15:30 – Olympic Velodrome |                 |              |              |  |  |                                     |        |
|  | Australija                          | 0                                   |                                     |                 |              |              |  |  |                                     |        |
|  | Australija                          | 0                                   | Indija                              | 1               |              |              |  |  |                                     |        |
|  | 5. rujna, 10:30 – Olympic Velodrome |                                     | Indija                              | 1               |              |              |  |  |                                     |        |
|  |                                     | Uj. Kraljevstvo                     | 0                                   |                 |              |              |  |  |                                     |        |
|  | Uj. Kraljevstvo                     | Uj. Kraljevstvo                     | 0                                   | 2               |              |              |  |  |                                     |        |
|  | Uj. Kraljevstvo                     |                                     | 9. rujna, 15:30 – Olympic Velodrome | 2               |              |              |  |  |                                     |        |
|  | Kenija                              | 1                                   |                                     |                 |              |              |  |  |                                     |        |
|  | Kenija                              | 1                                   | Pakistan                            | 1               |              |              |  |  |                                     |        |
|  | 5. rujna, 14:30 – Olympic Velodrome |                                     | Pakistan                            | 1               |              |              |  |  |                                     |        |
|  |                                     | Indija                              | 0                                   |                 |              |              |  |  |                                     |        |
|  | Pakistan                            | Indija                              | 0                                   | 2               |              |              |  |  |                                     |        |
|  | Pakistan                            | 7. rujna, 10:00 – Olympic Velodrome |                                     | 2               |              |              |  |  |                                     |        |
|  | Njemačka                            | 1                                   |                                     |                 |              |              |  |  |                                     |        |
|  | Njemačka                            | 1                                   | Pakistan                            | 1               | Treće mjesto | Treće mjesto |  |  |                                     |        |
|  | 5. rujna, 16:00 – Olympic Velodrome |                                     | Pakistan                            | 1               | Treće mjesto | Treće mjesto |  |  |                                     |        |
|  |                                     | Španjolska                          | 0                                   |                 |              |              |  |  |                                     |        |
|  | Španjolska                          | Španjolska                          | 0                                   | 1               | Španjolska   | 2            |  |  |                                     |        |
|  | Španjolska                          |                                     |                                     | 1               | Španjolska   | 2            |  |  |                                     |        |
|  | Novi Zeland                         | 0                                   |                                     | Uj. Kraljevstvo | 1            |              |  |  |                                     |        |
|  | Novi Zeland                         | 0                                   |                                     |                 | 1            |              |  |  |                                     |        |
|  |                                     |                                     |                                     |                 |              |              |  |  | 9. rujna, 10:00 – Olympic Velodrome |        |
|  |                                     |                                     |                                     |                 |              |              |  |  |                                     |        |

Poraženi iz četvrtzavršnice su igrali za poredak od 5. do 8. mjesta.

### Četvrtzavršnica
| 5. rujna 09:00 |           |            |                                              |
| Indija         | 1:0 (0:0) | Australija | Olympic Velodrome Suci: Whitelaw, MacIldowie |
| Bhola 84'      |           |            | Olympic Velodrome Suci: Whitelaw, MacIldowie |

Pobjednički pogodak je postignut u 2. produžetku.
| 5. rujna 15:00     |           |           |                                         |
| Uj. Kraljevstvo    | 2:1 (0:1) | Kenija    | Olympic Velodrome Suci: G. Singh, Ghosh |
| Saunders 36', 115' |           | Sohal 22' | Olympic Velodrome Suci: G. Singh, Ghosh |

Pobjednički pogodak je postignut u 6. produžetku.
| 5. rujna 14:30 |           |            |                                                  |
| Pakistan       | 2:1 (1:0) | Njemačka   | Olympic Velodrome Suci: Asselman, de Bourguignon |
| Nasir 22', 62' |           | Delmes 52' | Olympic Velodrome Suci: Asselman, de Bourguignon |

| 5. rujna 16:00 |           |             |                                                              |
| Španjolska     | 1:0 (0:0) | Novi Zeland | Olympic Velodrome Suci: Elgershuizen, Van Ballgoijen de Jong |
| Murua 83'      |           |             | Olympic Velodrome Suci: Elgershuizen, Van Ballgoijen de Jong |

Pobjednički pogodak je postignut u 2. produžetku.

### Poluzavršnica
| 7. rujna 10:00 |           |            |                                            |
| Pakistan       | 1:0 (1:0) | Španjolska | Olympic Velodrome Suci: MacDowell, Massart |
| Manzoor 12'    |           |            | Olympic Velodrome Suci: MacDowell, Massart |

| 7. rujna 15:30 |           |                 |                                                |
| Indija         | 1:0 (1:0) | Uj. Kraljevstvo | Olympic Velodrome Suci: Elgershuizen, Schinner |
| Kullar 16'     |           |                 | Olympic Velodrome Suci: Elgershuizen, Schinner |

### Susret za broncu
| September 9 10:00           |           |                 |                                                |
| Španjolska                  | 2:1 (1:1) | Uj. Kraljevstvo | Olympic Velodrome Suci: Elgershuizen, G. Singh |
| J. Dualde 27' E. Dualde 41' |           | Scott 13'       | Olympic Velodrome Suci: Elgershuizen, G. Singh |

### Završnica
| September 9 15:30 |           |        |                                            |
| Pakistan          | 1:0 (1:0) | Indija | Olympic Velodrome Suci: MacDowell, Massart |
| Nasir 6'          |           |        | Olympic Velodrome Suci: MacDowell, Massart |

Pobijedila je momčad Pakistana.

## Završni poredak
| Momčadi |                            |
| Zlato   | Pakistan                   |
| Srebro  | Indija                     |
| Bronca  | Španjolska                 |
| 4.      | Ujedinjeno Kraljevstvo     |
| 5.      | Novi Zeland                |
| 6.      | Australija                 |
| 7.      | Ujedinjena momčad Njemačke |
| 8.      | Kenija                     |
| 9.      | Nizozemska                 |
| 10.     | Francuska                  |
| 11.     | Belgija                    |
| 12.     | Poljska                    |
| 13.     | Italija                    |
| 14.     | Japan                      |
| 15.     | Švicarska                  |
| 16.     | Danska                     |

| Olimpijski prvaci 1960. |
| ----------------------- |
| Pakistan Prvi naslov    |